# Kronologija Domovinskog rata: srpanj 1995.

### 1. srpnja
- Helsinška udruga za nadzor ljudskih prava Human Rights Watch sa sjedištem u New Yorku, u svom najnovijem izvješću, ističe kako nije bilo kršenja ljudskih prava nad Srbima prigodom oslobađanja zapadne Slavonije.[1]
- Danski ministar obrane Hans Haekkerup izjavio kako su pobunjeni hrvatski Srbi danskim pripadnicima mirovnih snaga, smještenih u Hrvatskoj, ukrali jedan protutenkovski raketni sustav.[1]

### 2. srpnja
- Francuski pripadnici UNPROFOR-a na jedan srpski položaj u okolici Sarajeva otvorili minobacačku vatru, nakon što su Srbi iz teških strojnica pucali na konvoj UN-a.[1]

### 3. srpnja
- Predsjednik Tuđman u Zagrebu primio izaslanstvo Središnjeg odbora Hrvatskog svjetskog kongresa, organizacije koja okuplja hrvatske iseljenike u tridesetak zemalja diljem svijeta.[1]
- Južnokorejski diplomat Byunb Suk Min imenovan za šefa misije UN u Hrvatskoj (UNCRO).[1]
- Srpski agresor na oraško-šamačkom bojištu od ranih jutarnjih sati silovito napadao minobacačima i to iz smjera Batkuše i Obudovca na zapadne dijelove bojišta.[1]
- U Bijeljini s Ratkom Mladićem razgovarao Robert Block, novinar The Independenta, kojemu je general zločinačke srpske vojske rekao kako je za njega simbolika vrlo bitna - tako za njega Kosovska bitka nikada nije završila.[1]

### 4. srpnja
- Potpredsjednik Vlade RH dr. Mate Granić u Zagrebu primio pomoćnika glavnog tajnika UN-a za politička pitanja Alvara de Sota i tom prigodom naglasio da su neprihvatljivi uvjeti pobunjenih Srba za obnavljanje pregovora o provedbi gospodarskih sporazuma i početka političkih pregovora.[1]
- Predstavnici Mešihata islamske zajednice održali prosvjedni skup ispred sjedišta snaga UN-a u Zagrebu s ciljem upoznavanja javnosti s katastrofalnim stanjem na bihaćkom području.[1]
- Srpski ekstremisti iz privremeno okupirane Tenje nastavljaju s oružanim provokacijama, prema izvješću Osječko-baranjske Policijske uprave, iz protuzrakoplovnih strojnica pucali po istočnim dijelovima Osijeka.[1]
- Prekosavski četnici razornim projektilima ponovno napali županjsku Posavinu, gađajući Posavske Podgajce i Rajevo Selo, te pritom ponovno nanijeli veliku materijalnu štetu.[1]
- Akcija u zapadnoj Slavoniji je odgovor na terorističke napade, ubijanja i otmice hrvatskih državljana, kao i na odluku lokalnih srpskih vlasti da zatvore auto-cestu, navodi u pismu glavnom tajniku UIM-a Boutrosu Ghaliju hrvatski veleposlanik pri UN-u Mario Nobilo.[1]
- Šef glavnog stožera francuskih oružanih snaga admiral Jacques Lanxade izjavio da BiH i Hrvatska usporavaju razmještanje Snaga za brzo djelovanje.[1]

### 5. srpnja
- Predstavnici šest oporbenih stranaka u hrvatskom Saboru i deset političkih stranaka iz BiH potpisali u Sarajevu zajedničku izjavu, kojom međunarodnu zajednicu pozivaju na akciju kako bi se prekinula agresija na BiH te zaustavilo razaranje Sarajeva.[1]
- U rubrici Bilješke s ruba, Frankfurter Rundschau objavio osvrt na Stoltenbergov govor u Oslu, u kojemu je on iznio da i kada se prikazuju kao Hrvati, u stvari radi se o Srbima, a spominjući Muslimane, rekao je da su i to Srbi koji su prešli na islam.[1]
- Predsjednik Izetbegović nikada nije tražio od UN-a da pošalje preventivne 'plave kacige' u BiH kako bi spriječio izbijanje rata u BiH' odgovorio Boutros Ghali na novinarsko pitanje: zašto 1992. nije poslao plavce u BiH? - Predsjednik Federacije BiH Krešimir Zubak razgovarao sa zapovjednikom multinacionalne brigade iz sastava Snaga za brzo djelovanje generalom Andeiom Soubirouom, no nije se postigao nikakav konkretan dogovor oko razmještaja snaga.[1]
- Republika Hrvatska postala 5. srpnja punopravni član Međunarodnog instituta za upravne znanosti (International Institute of Administrative Sciences - HAS).[1]

### 6. srpnja
- Međunarodni arbitar za Federaciju BiH Robert Owen počeo u Mostaru svoje prvo arbitriranje o spornim pitanjima između federalnih partnera - Hrvata i Bošnjaka.[1]
- U Sarajevu ponovno zabilježen veći broj detonacija.[1]
- Beogradski manipulator otkrio je da su zapadni pokušaji bili naivni, piše The Guardian; naime, već nekoliko dana u Britaniji se pojavljuju stidljive vijesti o prisilnim novačenjima u Srbiji i slanju vojnika u Knin i BiH, ali tek sada Zapad otvoreno priznaje da su nade u Miloševićevo mirotvorstvo bile uzaludne.[1]
- Vijeće sigurnosti UN prihvatilo Nacrt rezolucije kojom se produljuje sadašnji režim sankcija na SRJ za sljedećih 75 dana, tj. po tzv. ublaženom režimu.[1]

### 7. srpnja
- U Sarajevu živi oko 15.000 Hrvata, od kojih je oko 7.000 umirovljenika, osim izloženosti snajperima i granatama, gotovo su na rubu gladi - rekao nakon povratka iz Sarajeva Ivica Račan, predsjednik SDP-a.[1]
- U Brukellesu, u zgradi Europskog parlamenta, 6. i 7. srpnja održana konferencija pod nazivom Europska unija i države srednje, istočne i jugoistočne Europe, na kojoj je hrvatski predstavnik dr. Zoran Jašić izjavio kako europskim integracijama Hrvatska ne ulazi u Europu, već se u nju vraća.[1]

### 9. srpnja
- Londonski The Sunday Times u svom komentaru piše kako je Milošević najveći europski prevarant, kako on jača svoj nadzor nad ratnim strojem svojih saveznika u Hrvatskoj i BiH, te kako je Srbija prevarila Zapad u vezi sa sankcijama.[1]
- Bosanski Srbi, nastavljajući ofenzivu na Srebrenicu, napali i dvije promatračke postaje UN-a i zarobili 15 nizozemskih pripadnika UNPROFOR-a.[1]
- Ministarstvo vanjskih poslova BiH zatražilo da se hitno održi sjednica Vijeća sigurnosti UN-a radi pogoršanja stanja u Srebrenici.[1]

### 10. srpnja
- Jake srpske snage silovito udarile na istočnobosanske zaštićene enklave Srebrenicu i Žepu i sada se nalaze na samo kilometar od središta Srebrenice.[1]
- Posebni izaslanik UN-a Yasushi Akashi upozorio da će mirovne snage morati razmotriti upotrebu svih sredstava, ako bosanski Srbi ne zaustave napade na Srebrenicu.[1]
- Turski predsjednik Sülejman Demirel zatražio pomoć zbog stanja u BiH, posebno u Srebrenici od Bila Clintona, Jacguesa Chiraca, Borisa Jeljcina i Hosnija Mubaraka.[1]
- UN-ov izvjestitelj Tadeusz Mazowiecki optužio tzv. SR Jugoslaviju za nepoštivanje prava svojih građana i upozorio da su neke akcije te zemlie potpuno neprihvatljive.[1]

### 11. srpnja
- Prkoseći prijetnjama zračnim napadom NATO-a, bosanski Srbi sukobili se s nizozemskim plavim kacigama, koje nastoje spriječiti njihov ulazak u Srebrenicu.[2]
- Jake srpske snage počele ulaziti u Srebrenicu, stanovništvo tog zaštićenog grada pokušava pod granatama pobjeći u šume i pronaći spas u sjevernom dijelu zone.[2]
- Ujedinjeni narodi zatražili potporu zrakoplova NATO-a protiv snaga bosanskih Srba.[2]
- Francuski predsjednik Jacgues Chirac upozorio SAD da će UN-PROFOR morati odmah povući svoje snage iz BiH ako Washington ukine embargo na oružje.[2]

### 12. srpnja
- Predsjednik Republike Hrvatske dr. Franjo Tuđman na Brijunima primio glavnog tajnika Vijeća Europe Daniela Tarschysa i tom prigodom istaknuo kako je Hrvatska uspjela ostvariti poznate europske težnje neutraliziranja ekstremne desnice i ljevice.[2]
- Zbog pristranosti ruskih postrojbi, Zajednica prognanika Hrvatske uputila otvoreno pismo u kojemu traži njihovo isključenje iz operacija UNCRO-a, kao i isključenje T. Stoltenberga i Y. Akashija iz svih budućih mirovnih operacija na ovom području.[2]
- Nakon što je srpski agresor zauzeo Srebrenicu, srpski general Mladić zaprijetio da će civili i pripadnici UNPROFOR-a biti napadnuti ako se ponove zračni udari NATO-a.[2]
- Bosanski Srbi zauzeli još dvije promatračke postaje u blizini Srebrenice i tom prilikom zarobili desetak nizozemskih vojnika, tako da ih sada drže oko 40, a smatraju ih ratnim zarobljenicima - rekao nizozemski zapovjednik UNPROFOR-a.[2]
- Vijeće sigurnosti UN-a zatražilo ponovnu uspostavu zaštićene zone Sreberenica.[2]
- Glavni tajnik UN-a Boutros Ghali ocijenio da pad Srebrenice ne znači poraz UN-a, te odbacio svaku mogućnost povlačenja plavih kaciga iz BiH.[2]
- Daleko od očiju javnosti i medijske pozornosti stanovnici Žepe već treći dan proživljavaju najteže trenutke od početka srpske agresije, to drugo demilitarizirano područje u istočnoj Bosni pod jakom je topničkom vatrom četnika koji su na svim uzvisinama poviše grada.[2]
- Dok tisak Velike Britanije šuti o padu Srebrenice, njemački tisak naglašava da je to signal za nova srpska osvajanja, a Francuzi smatraju da će pravi rat u BiH tek započeti.[2]

### 13. srpnja
- U Beogradu vlast i oporba jednodušno odobravaju Karadžiću zauzimanje Srebrenice.[2]
- Nakon okupacije Srebrenice i progona stanovništva, Srbi napadaju topničkim projektilima središte Žepe, a napali su i bazu ukrajinskih plavih kaciga.[2]
- Potpredsjednik Vlade i ministar vanjskih poslova RH dr. Mate Granić poslao pismo izvjestitelju UN-a Tadeuszu Mazowieckom u povodu njegova izvješća od 5. srpnja o stanju u Hrvatskoj, skrenuvši pažnju na dvostruka mjerila kao i o pravno neprihvatljivoj terminologiji kao RSK ili područja RSK.[2]
- U Hrvatskoj potkraj lipnja 230.772 osobe nezaposlene, što je 1,6 posto manje u odnosu na mjesec dana ranije.[2]
- Sigurnosno stanje na području općina Pakrac i Lipik mirno je i stabilno, a reintegracija područja oslobođenih u akciji Bljesak zadovoljavajuća je izjavio novinarima zapovjednik pakračke Policijske po-staje Nikola Ivkanec.[2]
- Nastavlja se egzodus pučanstva iz Srebrenice koji su spas potražili u Tuzli, gdje ih se očekuje više od 20.000.[2]
- Vođa bosanskih Srba Radovan Karadžić na paljanskoj televiziji izjavio da Srebrenica više nikada neće imati status sigurnosne zone.[2]
- Kongresmeni pozivaju Clintona da zaustavi ofenzivu bosanskih Srba.[2]
- Vijeće sigurnosti donijelo Rezoluciju br. 1.004, kojom zahtijeva povlačenje bosanskih Srba iz zaštićenih zona UN-a, a glavni tajnik će slobodno izabrati sredstva kojima će to provesti.[2]
- Kada su pripadnici Arkanove paravojne srpske dobrovoljačke garde iz Mirkovaca prekjučer istjerali predsjednika Martića, a on otrčao u Beograd da se požali, bilo je više nego jasno da od tzv. RSK nema ništa, jer Martić još uvijek ne shvaća da Arkan radi samo ono što mu naredi Milošević.[2]

### 15. srpnja
- Odlukom predsjednika Republike Hrvatske dr. Franje Tuđmana stožerni general Janko Bobetko razriješen dužnosti načelnika Glavnog stožera Hrvatske vojske, zbog odlaska u mirovinu, a na njegovo mjesto imenovan general zbora Zvonimir Červenko.[2]
- Združene snage HVO-a i Armije BiH, nakon uspješne zajedničke akcije, oslobodile dio Bosanske Krupe, tako da na lijevoj strani rijeke Une, od Lohova do Ivanjske, nema više ni jednog neprijateljskog vojnika.[2]
- Od početka 1992. u Hrvatskoj, a u posljednjih 10 mjeseci i u BiH, Srbi znaju samo za vojne poraze, ako se isključe uspjesi u napadima na zaštićene zone i civile.[2]

### 16. srpnja
- Bosanski Srbi počeli novi topnički napad na zaštićenu zonu Žepu, priopćeno u sarajevskom sjedištu UNPROFOR-a.[2]
- Arapska liga priopćila da neučinkovitost međunarodne zajednice u sprečavanju srpskih zločina koji se vrše u BiH vodi k rasizmu.[2]
- Vođa bosanskih Srba Radovan Karadžić izjavio kako su sigurnosne zone u BiH neodržive i da zato moraju biti uklonjene.[2]

### 18. srpnja
- Dvoje civila teško ranjeno u Drenovu Boku, selu jasenovačke Posavine, koje ponovno sve češće napadaju pobunjeni Srbi s desne obale Save.[2]
- Pripadnici Armije BiH potpuno razoružali ukrajinske vojnike u Goraždu, a potom su im, osim osobnog naoružanja, uzeli protutenkovsko oružje i oklopne transportere.[2]
- Predstavnici UNPROF.QR.-a u Sarajevu potvrdili da je predsjednik Predsjedništva BiH Alija Izetbegović od generala Ruperta Smitha zahtijevao uspostavu komunikacije sa Srbima kako bi se osigurala evakuacija civilnog pučanstva iz zaštićene zone Žepe.[2]
- The New York Times piše kako se već tri godine Britanija, Francuska i SAD uz pomoć UN-a pretvaraju da nema razlike između agresora i žrtve.[2]
- Francuska vlada smatra da vlasti BiH sabotiraju Snage za brzo djelovanje, izjavio jedan visoki francuski vladin službenik.[2]
- Izvješće UNHCR-a iz Srebrenice govori kako postoji bojazan da su nestali ljudi ubijeni.[2]

### 19. srpnja
- Predsjednik Federacije BiH Krešimir Zubak naglasio u Mostaru da neće dopustiti postrojbama za brzo djelovanje da se razmjeste na Dinaru.[2]
- Srpska vojska započela opću ofenzivu na Bihać u tri sata ujutro s naređenjem da ovaj grad zauzmu najkasnije do 15. kolovoza.[2]
- Županijski odbor HDZ-a Soli uputio pismo predsjedniku HDZ-a BiH Dariju Kordiću, u kojem upozorava da će odluka vlade Tuzlansko-podrinjske veležupe o ustupanju stanova Hrvata na korištenje prognanicima iz Srebrenice promijeniti etničku i vjersku sliku tih prostora.[2]
- Vođa bosanskih Srba Radovan Karadžić zaprijetio da će njegove snage napasti zapadne vojnike ili zrakoplove koji bi bili poslani radi zaštite Goražda.[2]
- Pred Kohlovom obiteljskom kućom u Oggersheimu demonstriralo nekoliko stotina Bošnjaka, nezadovoljni bonskom politikom prema BiH.[2]

### 20. srpnja
- Ministar Granić u Zagrebu razgovarao s posrednikom njemačke vlade za uspostavu i jačanje Federacije BiH Schwarz-Schillingom.[2]
- Vođa bosanskih Srba Radovana Karadžić predložio muslimanskoj strani razmjenu Goražda za neke dijelove Sarajeva.[2]
- Američki ministar obrane William Perry i zapovjednik združenog stožera oružanih snaga SAD general John Shalikashvili ocijenili da bi bosanske Srbe trebalo jakim zračnim napadima kazniti zbog napadanja zaštićenih zona.[2]
- Glavni tajnik UN-a Boutros Ghali sa suradnicima otputovao u London na sastanak, zapravo svojevrsnu minikonferenciju o BiH. U njegovoj su pratnji Stoltenberg, Goolding, Annan, Ogata, te generali Janvier i Smlth, no nema Akashija, što dodatno govori o njegovu skorom odlasku.[2]

### 21. srpnja
- Predsjednik Tuđman primio na Brijunima turskog predsjednika Demirela, a razgovarano o dramatič-nom stanu u BiH.[3]
- Nakon akcije Bljesak u zapadnoj Slavoniji, Republika Hrvatska prihvatila načelno jedan sastanak s predstavnicima pobunjenih Srba u Ženevi, na kojem će se dogovoriti termini i dnevni red razgovora koji će se voditi u Hrvatskoj, ali se uvjetovalo da razgovorima ne bude prisutan Milan Martić.[3]
- Za šire područje Čilipa, u 6.45 sati, oglašena opća opasnost, zbog napada trebinjskih četnika na područje Konavla.[3]
- Zbog zabrinutosti radi srpskih napada na Bihać, ministar vanjskih poslova RH dr. Mate Granić uputio pismo predsjedatelju Vijeća sigurnostl UN-a u kojem ga upozorava da bi ugrožavanjem te zaštićene zone Hrvatska bila prisiljena poduzeti mjere zaštite tog područja.[3]
- Srbi nesmanjenom jakošću napadaju Bihać, po sistemu spržene zemlje, koristeći se svim raspoloživim topničkim i raketnim naoružanjem.[3]
- Na londonskoj konferenciji o budućim koracima velikih sila u BiH dogovoreno da će se na sve buduće srpske neposluhe odgovoriti sveopćim zračnim udarima.[3]
- Armija BiH i HVO i dalje oslobađaju teritorije koji su bili pod srpskom okupacijom, prema pisanju Washington Posta, snage vlade u Sarajevu od svibnja su oslobodile više od 200 kvadratnih kilometara.[3]

### 22. srpnja
- Predsjednik Republike Hrvatske dr. Franjo Tuđman u Splitu primio predsjednika Predsjedništva BiH Aliju Izetbegovićai glavne teme sastanka bile su dramatično stanje u BiH i potvrda hrvatsko-bošnjačkog saveza.[3]
- Nizozemski ministar obrane Joris Voorhoeve izjavio kako vjeruje da su bosanski Srbi počinili velike ratne zločine i kako je moguće da su ubili tisuće Muslimana kad su prošlog tjedna zauzeli Srebrenicu.[3]
- Izaslanstvo Republike Hrvatske, predvođeno predsjednikom dr. Franjom Tuđmanom, i izaslanstvo Republike BiH, predvođeno predsjednikom Predsjedništva BiH Alijom Izetbegovićem i predsjednikom Federacije BiH Krešimirom Zubakom, nakon razgovora u Splitu, usvojili Deklaraciju o oživotvorenju Sporazuma iz Washingtona, zajedničkoj obrani od srpske agresije i postizanju političkog rješenja sukladno naporima međunarodne zajednice.[3]

### 23. srpnja
- Na bihaćkom području i dalje traju žestoke borbe sa srpskim agresorom, a s trenutačno okupiranog teritorija Hrvatske vojska pobunjenih hrvatskih Srba svakodnevno granatira i raketira civilna naselja u pograničnoj zoni s BiH.[3]
- Tzv. SR Jugoslavija ne želi surađivati s posebnim izvjestiteljem komisije UN-a za ljudska prava Tadeuszom Mazowieckim, javila nezavisna beogradska agencija BETA.[3]
- Francuski predsjednik Jacques Chirac izjavio, nakon ubojstva dvojice francuskih vojnika UN-a, da francuske snage u BiH neće popustiti pred srpskim vojnim pritiskom i da će na napade bosanskih Srba odgovoriti gađanjem njihovih ciljeva.[3]

### 24. srpnja
- Iz privremeno okupirane Ba-ranje Srbi, u više navrata, topovima pucali po Osijeku i njegovim rubnim dijelovima.[3]
- Nezapamćeni napadi na bihaćku enklavu s trenutačno okupiranih teritorija Republike Hrvatske.[3]
- Tijekom zauzimanja područja Srbrenice srpske su snage počinile zvjerstva i masovno kršile ljudska prava, izjavio u Tuzli posebni izaslanik UN-a za ljudska prava Tadeusz Mazowiecki.[3]

### 25. srpnja
- Prema priopćenju Glavnog stožera HVO-a Bihać, kaže se da ofenziva združenog srbočetničkog agresora ne prestaje, punih šest dana neprijatelj s okupiranih hrvatskih teritorija vrši silovite napade na bihaćku regiju, pa branitelji očekuju pomoć Hrvatske vojske.[3]
- Vojni zapovjednik na okupiranim hrvatskim područjima general Milan Mrksić poslao pismo zapovjedniku mirovnih snaga UN-a za bivšu Jugoslaviju Bernardu Janvieru, u kojem ga upozorava da će u slučaju hrvatskog napada na RSK biti mnogo ljudskih žrtava na obje strane.[3]
- Pomoćnik američkog državnog tajnika Richard Holbrooke izjavio kako ne vjeruje da će bosanski Srbi nastaviti napade na zaštićene zone u BiH, nakon što im je međunarodna zajednica zaprijetila zračnim napadima.[3]
- Glasnogovornik Međunarodnog suda za ratne zločine na području bivše Jugoslavije Christian Chartier na konferenciji za novinare u Den Haagu objavio da je Sud za ratne zločine optužio ukupno 24 politička i vojna vođe, među kojima su Karadžić, Mladić i Martić.[3]

### 26. srpnja
- Hrvatska delegacija u Vatikanu posjetila Papu Ivana Pavla II. i tom prigodom urucila mu knjigu Ivan Pavao II. i Hrvati.[3]
- Predsjednik Tuđman na Brijunima primio izaslanstvo židovske organizacije B'nai B'rith - Center for public polici - i tom prigodom naglasio da je ovaj susret vrijedan doprinos dobrim odnosima hrvatskog i židovskog naroda.[3]
- NATO je spreman odlučno postupiti prema bosanskim Srbima, pokrenuti svoje zračne snage i nanijeti Srbima goleme vojne štete ako ugroze Goražde - tvrde sudionici 13-satnog sastanka NATO-a u Bruxellesu.[3]
- Predsjednik vlade BiH Haris Silajdžić pozvao NATO na zračne udare protiv srpskih snaga koje napadaju Bihać.[3]

### 27. srpnja
- Vođe pobunjenih Srba u južnoj Hrvatskoj naredili opću mobilizaciju.[3]
- Zamjenik ministra vanjskih poslova dr. Ivo Sanader primio voditelja UNCRO-a južnokorejskog diplomata Byung Suk Mina i tom prigodom naglasio da Hrvatska traži provedbu mandata UNCRO-a ili će mu otkazati mandat zbog neučinkovitosti.[3]
- Nastavljena evakuacija civila iz nekadašnje zaštićene zone Žepa, crtu razdvajanja kod Kladnja prešlo 2.500 prognanika u pratnji UNPROFOR-a.[3]
- Bespilotni zrakoplovi NATO-a snimili nekoliko sati žestoke bitke koja se vodi oko Bihaća.[3]
- U priopćenju Političke uprave Ministarstva obrane HR Herceg-Bosne kaže se da će HVO zatražiti potporu od pograničnih postrojbi Hrvatske vojske, sukladno Splitskoj deklaraciji. Od HV-a neće se tražiti da sudjeluje u borbama na području BiH, već samo da osigura granice između ovih republika.[3]
- Posebni izvjestitelj za ljudska prava Tadeusz Mazowiecki podnio ostavku, zbog, kako kaže, prosvjeda prema neučinkovitosti UN-a u Srebrenici i Žepi i svjetske hipokrizije.[3]

### 28. srpnja
- Nakon razgovora koje je vodio s predsjednikom Predsjedništva BiH Alijom Izetbegovićem i zapovjednikom UNPROFOR-a za BiH Rupertom Smithom, Bildt je u splitskoj zračnoj luci kazao novinarima kako je međunarodna zajednica poslala jasno upozorenje Srbima.[3]
- Trebinjski četnici na Čilipe u neposrednoj blizini dubrovačke zračne luke ispalili pet topničkih projektila, nije biio materijalne štete ali je šteta glede turizma tog kraja neizmjerna.[3]
- Hrvatska vojna pomoć Federaciji BiH je legalna - ocijenio State Department.[3]
- HVO oslobodio Grahovo, tako da hrvatske snage potpuno kontroliraju prometne komunikacije koje povezuju Knin i tzv. SRJ. Time stvoreni preduvjeti za daljnje napredovanje hrvatskih snaga prema Bihaću.[3]
- Francuski ministar obrane Charles Millon protivi se intervenciji u najzapadnijoj zaštićenoj zoni, jer; kako kaže, za Bihać ratuje šest vojski.[3]
- Zamjenik stalnog predstavnika Repubijke Hrvatske pri UN-u Vladimir Drobnjak uputio pismo glavnom tajniku UN-a Ghaliju, u kojem prenosi zabrinutost hrvatske Vlade zbog nagomilavanja snaga tzv. SRJ u vukovarskom sektoru.[3]

### 29. srpnja
- Završen uspješni prodor hrvatskih postrojbi na livanjskom bojištu. Oslobođen i Glamoč, tako da su nakon četiri godine sirene označile prestanak opće opasnosti za Livno i Tomislavgrad.[3]
- Predsjednik Tuđman na Brijunima primio posebnog izaslanika glavnog tajnika UN-a Yasushija Akashija.[3]
- Predsjednik Predsjedništva BiH Alija Izetbegović uputio Čestitku u povodu oslobađanja Grahova i Glamoča predsjedniku Federacije BiH Krešimiru Zubaku i hrvatskim snagama.[3]

### 30. srpnja
- Premijer BiH Haris Silajdžić, na konferenciji za novinare u splitskoj zračnoj luci prije leta za SAD, govoreći o Splitskoj deklaraciji, istaknuo da je s Hrvatskom trebalo surađivati odavno. U jedno čestitao hrvatskim postrojbama na oslobađanju Grahova i Glamoča.[3]

### 31. srpnja
- Knin ne želi mirnu reintegraciju. Hrvatske vlasti neće voditi pregovore s Milanom Martićem, naglašeno u odgovoru predsjednika Tuđmana izaslaniku UN-a Vasushiju Akashiju na njegov poziv na razgovor s kninskim četnicima.[3]
- Predstavnici UN-a u Sarajevu potvrdili da posljednje operacije HV i HVO-a na Livanjskom polju predstavljaju veliki uspjeh, koji je Srbe doveo u vrlo tešku situaciju.[3]
- Yasushi Akashi izrazio svoje razočaranje što je predsjednik Tuđman odbio Martićevih šest točaka uvjetovanja za nastavak pregovora s hrvatskim vlastima, izjavio glasnogovornik UNCRO-a u Zagrebu Philip Arnold.[3]
- Neprihvatljivo je da Beograd prizna samo BiH, a istodobno ne prizna i Hrvatsku.Hrvatska, Iran i BiH zajednički će se obratiti UN, sa zahtjevom da spriječi povredu međunarodne granice, a to znači da ornogući NATO-u intervenciju, naglašeno u razgovoru dr. Mate Granića, dr. Ali Akbara Velayatia i Muhameda Šaćirbeja u Splitu.[3]
- Srpska narodna stranka ne može pozdraviti Splitsku deklaraciju između predsjednika Tuđmana i Izetbegpvića o vojnoj suradnji Hrvatske i BiH, izjavio njezin predsjednik Milan Đukić novinarima u Zagrebu.[3]
- Patrijarh Srpske pravoslavne crkve Pavle obišao ovih dana Dvor na Uni, Glinu, i Knin, dajući, bez sumnje, potporu pobunjenim Srbima.[3]
- Nastavljaju se srpski napadi na bihaćko područje, a agresori stižu iz Korenice u okupiranom dijelu Hrvatske.[3]
- Zapovjednik vojske bosanskih Srba Ratko Mladić zaprijetio u Kninu da će Hrvatska skupo platiti zauzimanje srpskih mjesta Grahova i Glamoča, javlja France Presse.[3]
- Skupina od 119 Hrvata prognanih iz Banjaluke prešla preko Save u Davoru novogradiškoj Posavini.[3]